# Друга страна: Тајни однос између нацизма и ционизма
Друга страна: Тајни однос између нацизма и ционизма (арап. الوجه الآخر: العلاقات السرية بين النازية والصهيونية) је књига Махмуд Абаса, објављена 1984. године на Универзитету Патрис Лумумба (данас Руском универзитету пријатељства народа), под насловом "Веза између нациста и вођа ционистичког покрета", теза је одбрањена на Институт за оријенталне студије Совјетске академије наука.
У књизи Абас тврди да је холокауст који су починили нацисти био претерано представљен, и да су ционисти намерно створили "мит" о шест милиона убијених Јевреја, што је назвао "фантастичном лажи".
Даље је тврдио да су они Јевреји које су нацисти убили заправо жртве ционистичко-нацистичке завере која је имала за циљ да од Јевреја направи највеће светске жртве, те да шири пропаганду о њиховом масовном истребљењу. Да би након завршетка Другог светског рата Јевреји у улози највеће светске жртве могли да остварују своје циљеве. Књига је такође разматрала теме као што је Хаварски споразум, у којем се Нацистичка Немачка договорила са Јеврејском агенцијом о лакшој емиграцији Јевреја из Немачке у Британску Палестину.